# Trevone Boykin
Trevone Boykin (Mesquite, 22 agosto 1993) è un giocatore di football americano statunitense che milita nel ruolo di quarterback nei Galgos de Tijuana della Liga de Fútbol Americano Profesional.

## Carriera professionistica

### Seattle Seahawks
Dopo avere giocato al college a football coi TCU Horned Frogs dal 2012 al 2015, Boykin non fu scelto nel corso del Draft NFL 2016. Il 30 aprile firmò un contratto triennale da 1,6 milioni di dollari coi Seattle Seahawks. Nella pre-stagione si assicurò il ruolo di prima riserva del quarterback titolare Russell Wilson. Il primo passaggio da professionista di Boykin fu un touchdown da 16 yard per Doug Baldwin il 25 settembre nella gara casalinga contro i San Francisco 49ers nel quarto periodo. Boykin era entrato a metà del terzo quarto, con la squadra già ampiamente in vantaggio, dopo che Wilson aveva subito un infortunio al legamento mediale collaterale. I Seahawks vinsero la partita per 37-18. La sua prima stagione terminò con 5 presenze. 
Nel 2017, come i prima di riserva di Wilson i Seahawks optarono per il veterano Austin Davis, così Boykin passò l'intera annata nella squadra di allenamento.